# Економіка Івано-Франківська
Економіка Івано-Франківська представлена широким спектром галузей матеріального виробництва, а саме: промисловість, будівництво, транспорт, зв'язок, а також нематеріальна сфера, що визначає специфіку Івано-Франківська як обласного центру, в якому зосереджена основна мережа ринкової інфраструктури, фінансових установ, закладів освіти, охорони здоров'я та культури області.
За рівнем економічного розвитку у категорії великих (з населенням від 100 до 500 тис. осіб) міст України Івано-Франківськ посідає третє місце[джерело?], поступаючись лише Ужгороду і Сімферополю. Івано-Франківськ привертає увагу європейців як бізнесменів, так і туристів.
У місті зосереджено 539 промислових підприємств — юридичних осіб, або 33,5 % від їх загальної кількості по області.
Обсяг реалізованих послуг населенню в Івано-Франківську становить 74,9 % від загального обсягу по області. Навіть такі міста обласного значення як Коломия та Калуш, займають відносно незначну частку в загальному обсязі реалізованих для населення послуг (відповідно 6,2 % та 5,3 %). У решти районів та міст обсяги наданих послуг сягають 0,1- 3 % від загальної величини послуг в області. У розрахунку наданих послуг на одного мешканця серед районів та міст області на першому місці знаходиться Івано-Франківськ (1224,8 грн./особу, при значенні цього показника в області 276,9 грн./особу).
Серед пріоритетних напрямів розвитку економіки Івано-Франківська — розвиток місцевої промисловості, а саме переробної, машинобудування, легкої та деревообробної, розвиток туристичної індустрії, котра включає громадське харчування і торгівлю, транспортну інфраструктуру, сферу обслуговування, культуру і сучасне мистецтво, гральний і шоу-бізнес; розвиток вищої освіти як бізнесу та підприємництва в цілому.
У 2006 році поступило 12,3 млн дол. інвестицій в економіку міста. Це є найбільшим показником за період надходжень інвестицій в економіку міста (для порівняння в 2005 році поступило 4 млн дол., в 2004 році — 1,6 млн дол., в 2003 році — 2,0 млн дол.
Підприємствами міста досягнуто зростання обсягів виробництва, які за січень — грудень 2006 року за попередніми даними склали 650,0 млн грн., що становить 108 % до відповідного періоду минулого року.

## Підприємства міста

### Івано-Франківськтеплокомуненерго
Комунальне підприємство чисельністю (після скорочення 2009 р.) — ~850 чол.
Підприємство експлуатує:
- 42 котельні (із 167 котлами) загальною потужністю 680 Гкал/година.
- 150 км теплових мереж, до яких приєднані 800 багатоповерхових будинків.
- Централізоване опалення у місті використовують 52 тис. квартир[2][3].

#### Переоснащення
«Івано-Франківськтеплокомуненерго» веде активну заміну старих котлів на нові когенераційні установки Caterpillar:
- Перша установка Caterpillar потужністю 1 МВт встановлено у котельні по вул. Федьковича, 91а
- У жовтні 2007 року потужністю 1,4 МВт встановлену в котельні на вул. Індустріальній, 34, .
- На початку весни 2009 року — запуск 3-тьої когенераційної установки потужністю 1 МВт по вул. Симоненка 3а.[4]

Вартість установки — 7,2 млн грн.
На даних когенераційних установках протягом 2009 року крім тепла ще й вироблено 13,2 млн кВт·год електроенергії, за ін. даними — 3,5 млн кВт·год.
«Івано-Франківськтеплокомуненерго» для сплати боргів у 2009 році взяло кредит — 40 млн грн. під 18,5 % річних та до цього вже мало кредит ЄБРР на реконструкцію системи теплопостачання міста;
У 2010 р. Івано-Франківська міська рада ухвалила рішення про звільнення підприємства від сплати податку на прибуток і плати за землю у частині, що надходить до міського бюджету.

## Промислові підприємства
Головне управління статистики інформує, що станом на 1 січня 2010 року в Єдиному Державному реєстрі підприємств та організацій України (ЄДРПОУ) на території Івано-Франківської міської ради налічувалось 9775 суб'єктів, з яких 9143 (93,5 %) — юридичні особи. Питома вага підприємств, установ та організацій обласного центру становить 40,3 % від загальної кількості суб'єктів ЄДРПОУ області.
Протягом 2009 року в ЄДРПОУ по Івано-Франківській міській раді було включено 411 суб'єктів, що становить 4,2 % від загальної кількості, знято з обліку — 277 суб'єктів (2,83 %). Переважаюча більшість новостворених підприємств та організацій припадає на такі галузі економіки як: надання комунальних та індивідуальних послуг, діяльність у сфері культури та спорту (120 суб'єктів); торгівля, ремонт автомобілів, побутових виробів та предметів особистого вжитку (88); операції з нерухомим майном, оренда, інжиніринг та надання послуг підприємцям (81). Натомість, у галузях промисловості та будівництва зареєстровано відповідно 29 та 28 суб'єктів.
Загалом, розподіл суб'єктів ЄДРПОУ за видами економічної діяльності характеризується незначними змінами. Так, порівняно з 1 січня 2009 року частка підприємств, що займаються наданням комунальних та індивідуальних послуг та діють у сфері культури та спорту збільшилась на 0,5 відсоткових пункта; підприємств, що здійснюють операції з нерухомим майном, оренду, інжиніринг та надання послуг підприємцям — на 0,3 в.п. Натомість, зменшилась частка підприємств в галузях: торгівля; ремонт автомобілів, побутових виробів та предметів особистого вжитку — на 0,5 в.п.; промисловість — на 0,1 в.п; діяльність готелів та ресторанів — на 0,1 в.п.
Структура суб'єктів за організаційно-правовими формами господарювання (ОПФГ) також відзначається стабільністю. Станом на 1 січня п.р. найпоширенішими формами господарюваня суб'єктів ЄДРПОУ Івано-Франківської міської ради залишаються приватні підприємства (3057) та товариства з обмеженою відповідальністю (2478 суб'єктів)

## Перспективи розвитку та інвестиції
В Івано-Франківську може бути побудований завод по переробці сміття.

### Хриплинська інвестиційно-промислова зона (ХІПЗ)
Для залучення інвестицій в пріоритетні галузі економіки, створення сучасної виробничої та транспортної інфраструктури в м. Івано-Франківську створено зону інвестиційного розвитку на базі Хриплинського промислового вузла. При цьому запроваджена система пільг і преференцій економіко-правового характеру..
ХІПЗ розташована у південно-східній частині міста і охоплює територію площею близько 612 га. Територія зони забудована промисловими об´єктами та інженерно-транспортною інфраструктурою — 300 га. На території промвузла розміщена залізнична станція Хриплин Львівської залізниці.
Протягом 2007-2008 рр. було проведено значний обсяг робіт по розвитку інфраструктури ХІПЗ: прокладання газо- та водопроводів, підведення ліній електропостачання та зв'язку, відновлення освітлення доріг, покращено транспортне сполучення та ін..
На даний час в ХІПЗ відбувається реалізація таких інвестиційних проектів:
- ТОВ «Українська побутова техніка» — засновниками підприємства є іноземні юридичні особи «Антоніо Мерлоні Спа» та «М. 90 С.р.л.». Загальний обсяг інвестованих коштів в проект становить понад 65 млн євро. У 2008 р. випущено першу партію продукції заводу — пральні машини під торговою маркою АРДО. У перспективі виробничі автоматизовані лінії забезпечуватимуть випуск пральних машин марки «АРДО» в кількості 800 тис. — 1 млн одиниць в рік. На 2008 р. тут працювало — 140 чол., протягом наступних років їх планується розширення до 700 робочих місць. Цей інвестиційний проект є одним з найперспективніших проектів з іноземними інвестиціями в цілій Україні завдяки його фінансовій важливості, інноваційності виробництва, створенню додаткових робочих місць. Однак рівень оплати праці низький — мінімальна зарплата.

- ТОВ «Тайко Електронікс Юкрейн Лімітед» — засновником є американська компанія Tyco Electronics — один із світових лідерів з виробництва електрообладнання та компонентів. В 2006 р. розпочато будівництво нового виробничого комплексу з випуску електрокабельного обладнання для автомобілів. Планується створення близько 3500 нових робочих місць. Площа підприємства становить близько 15 га. Запуск в експлуатацію першої черги виробництва відбулося 30 липня 2008 року.

Однак рівень оплати праці теж низький.
- На базі ВАТ «Пресмаш» реалізовується проект з виготовлення установок для брикетування соломи, тирси, лусги соняшникового насіння, а також проект по виробництву каркасів для сонячних батарей;

- На ПП «Гирич» реалізується проект переробки пластику і побутових відходів на дизельне паливо, дахове покриття та тротуарну плитку;

здійснюється будівництво нового виробничого комплексу ВАТ «Будівельні матеріали» з випуску цегли.
Загальний обсяг ПІІ в економіку м. Івано-Франківська станом на 01.01.09р. становить 66,8 млн дол. США (13,9 % від загальнообласного показника). Сума кредитів і позик, отриманих підприємствами від прямих інвесторів-нерезидентів становить 40,2 млн дол. США. Сукупний капітал нерезидентів, включаючи позичковий капітал, склав 107,1 млн дол. США.